# Ondawa
Ondawa (słow. Ondava) – rzeka we wschodniej Słowacji, w dorzeczu Dunaju. Długość – 144,4 km, powierzchnia zlewni – 3354,7 km². Ósma co do długości rzeka Słowacji.
Źródła Ondawy znajdują się na wysokości ok. 540 m n.p.m. na południowych stokach Beskidu Niskiego (według geografów słowackich: Pogórze Ondawskie), tuż pod siodłem przełęczy Dujawa, na terenie katastralnym wsi Ondavka. W samej wsi znajduje się obmurowane, „symboliczne” źródło rzeki.
Ondawa płynie na południowy wschód, przecinając Pogórze Ondawskie, którego jest główną rzeką. Przepływa przez miasta Svidník i Stropkov, a następnie zasila zbiornik wodny Veľká Domaša. Ze zbiornika wypływa w kierunku południowym i na wysokości miasta Vranov nad Topľou wkracza na Nizinę Wschodniosłowacką. Koło wsi Parchovany przyjmuje swój największy dopływ – Topľę, a koło wsi Hraň drugi co do wielkości – Trnávkę. Koło wsi Zemplín łączy się z Latoricą tworząc Bodrog.